# Reneiloe Mashabela
Ngwanamakwetle Reneiloe Mashabela é uma política sul-africana do partido Combatentes da Liberdade Económica (EFF). Ela é Membro do Parlamento (MP) na Assembleia Nacional da África do Sul desde maio de 2014. Mashabela integra a equipa de comando central da EFF.

## Carreira
Mashabela juntou-se ao Combatentes da Liberdade Económica em 2013. Ela foi eleita para a Assembleia Nacional da África do Sul nas eleições gerais realizadas no dia 7 de maio de 2014. Mashabela tomou posse como Membro do Parlamento a 21 de maio de 2014.
Em novembro de 2014, o presidente da casa, Cedric Frolick, ordenou que a sargento-de-armas Regina Mohlomi removesse Mashabela da casa depois de ela repetidamente ter chamado o presidente Jacob Zuma de "ladrão", mas ela recusou-se a retirar-se. A polícia de choque entrou para removê-la da câmara. Mashabela disse que ficou "traumatizada" com a experiência.
Na conferência da EFF em dezembro de 2014, ela foi eleita para a equipe de comando central como um membro adicional.
Mashabela foi reeleita MP em maio de 2019. Em dezembro, ela também foi reeleita para a equipe de comando central da EFF.